# Don Lamb
Pour les articles homonymes, voir Lamb.
Don Lamb est un personnage fictif de la série Veronica Mars. Il est incarné par Michael Muhney.

## Biographie du personnage
Don Lamb est devenu Shérif du Comté de Balboa (dont fait partie la ville de Neptune) à la suite du renvoi du prédécesseur qui n'est autre que Keith Mars, le père de Veronica.
C'est un personnage très sarcastique qui se soucie peu de la sécurité de la ville et de ses habitants.
Au tout début de la saison 1, il n'a même pas défendu Wallace quand la bande de Weevil cambriola l'épicerie. Il ne bougea pas d'un centimètre lorsque Veronica déposa une plainte pour viol après la fête de Sheely Pomroy sous prétexte qu'elle s'en prenait à des « gros poissons » (les gosses de riches).
Mais, Veronica se sert de lui dans certaines de ses enquêtes, avoir un Shérif comme allié ce n'est pas donné à tout le monde même si elle ne l'apprécie pas du tout...
Non seulement il est sarcastique mais, de plus, il s'approprie le mérite des enquêtes résolues par Veronica ou Keith.
Il est tué avec une batte de baseball vers la fin de la saison 3 épisode 14 par Steve Botando, l'ex-mari de la femme du directeur de Hearst College.
Son frère Dan sera ensuite Shérif de Neptune.

### Vie amoureuse
En dehors du fait qu'il a été filmé en compagnie de Madison Sinclair, il n'a pas de petite amie.